# Stora Kärrsjön, Södermanland
Stora Kärrsjön är en sjö i Flens kommun i Södermanland och ingår i Nyköpingsåns huvudavrinningsområde.